# Havrania skala (Wielka Fatra)
Havrania skala (930 m) – szczyt w „turczańskiej” części Wielkiej Fatry na Słowacji. Znajduje się w grzbiecie biegnącym od Smrekova (1441 m) przez Veľký Rakytov (1268 m), Maľý Rakytov i szczyt Hlboká (1010 m) do Kotliny Turczańskiej. Jego południowo-wschodnie stoki opadają do doliny rzeki Dolinka, północno-zachodnie do dolinki potoku Hrádky. W kierunku południowo-zachodnim opada grzbiet ze szczytem Holiš (846 m), oddzielający doliny tych cieków wodnych<. W kierunku północno-zachodnim z Havraniej Skały do wsi Rakša opada grzbiet zakończony szczytem Žltá (621 m) z kamieniołomem.
Havrania skala zbudowana jest ze skał wapiennych. Jest porośnięta lasem, ale na jej zachodnich stokach znajdują się wysokie wapienne ściany. Znajduje się na obszarze Parku Narodowego Wielka Fatra i nie prowadzi przez nią żaden szlak turystyczny. 